# ChoiHyoBin
Чхве Хё Пин (кор. 최효빈, род. 5 сентября 1997), более известный под своим никнеймом ChoiHyoBin, — бывший корейский профессиональный игрок в Overwatch, игравший на танках. Его карьера началась в составе команды X6-Gaming, с которой он выиграл первый турнир Overwatch Contenders Korea. Он принимал участие в первом сезоне Overwatch League в составе San Francisco Shock. С его участием команда дважды стала чемпионом мира, в 2019 и 2020 годах, а сам Чхве в 2019 году был назван самым ценным игроком гран-финала. В 2021 году объявил о завершении киберспортивной карьеры.

## Биография
Карьера Чхве в Overwatch началась в 2017 году в составе корейской команды X6-Gaming, с которой принял участие в нескольких сезонах OGN APEX, крупнейшего корейского турнира по Overwatch. Чхве был в составе X6 в третьем сезоне APEX Challengers, где он выступал в роли танка и в основном играл за D.Va. После создания Overwatch League чемпионат APEX был закрыт, и X6-Gaming стала участвовать в свежесформированном турнире Overwatch Contenders. В 2018 году X6 с Чхве в составе стала первым чемпоном OWC Korea, обыграв в финале команду O2 Ardeont с разгромным счётом 4:0.
5 апреля 2018 года Чхве перешёл в команду San Francisco Shock, участвующую в основной стадии Overwatch League. Поскольку Чхве попал в команду посреди сезона, его дебют на OWL прошёл 24 мая 2018 года, когда его команда проиграла London Spitfire со счётом 2:3.
В сезоне 2019 года Чхве остался в команде в роли танка, в основном играя на D.Va. В этом сезоне San Francisco Shock стала чемпионом второй стадии, обыграв в финале плей-оффа команду Vancouver Titans. По результатам основного сезона Чхве стал шестым лучшим танком по количеству смертей в минуту среди всех команд, и стал одним из награждённых званием Role Star за игру на танках. В плей-оффе сезона Чхве в основном играл на Сигме. В первом матче команда проиграла Atlanta Reign, провалившись в нижнюю сетку турнира, однако затем одержала четыре победы подряд и прошла на гран-финал где встретилась с Vancouver Titans. К этому моменту Чхве был вторым лучшим игроком турнира по количеству убийств в минуту — в среднем он убивал 22,96 игрока за 10 минут. Финал закончился победой Shock со счётом 4:0, и Чхве был назван самым ценным игроком гран-финала.
В сезоне 2020 года был добавлен пул героев, в рамках которого каждую неделю запрещалась игра на определённых героях, и Чхве поочерёдно играл на D.Va и Сигме. В рамках сезона Чхве в составе San Francisco Shock одержал победу на двух турнирах — May Melee и Countdown Cup. Чхве был номинирован на звание самого ценного игрока сезона и был приглашён принять участие в 2020 All-Star. Кроме того, он вновь получил награду Role Star, став первым игроком в истории, получавшим её два сезона подряд. В гран-финале сезона Shock одержали победу над Seoul Dynasty, став двухкратными чемпионами Overwatch League.
После сезона 2021 года Чхве объявил о завершении киберспортивной карьеры в Overwatch.